# Petalidium ohopohense
Petalidium ohopohense är en akantusväxtart som beskrevs av P G. Meyer. Petalidium ohopohense ingår i släktet Petalidium och familjen akantusväxter. Inga underarter finns listade i Catalogue of Life.